# Oksbøl (Als)
 For alternative betydninger, se Oksbøl (flertydig). (Se også artikler, som begynder med Oksbøl)
Oksbøl (tysk: Oxbüll) er en by på Als med 384 indbyggere  (2024), beliggende 3 km syd for Nordborg og 23 km nord for Sønderborg. Byen hører til Sønderborg Kommune og ligger i Region Syddanmark.
Oksbøl hører til Oksbøl Sogn. Vor Frue Kirke ligger i den nordøstlige ende af Oksbøl, som er den oprindelige landsby, der i 1900-tallet er vokset sammen med Broballe sydvest for landevejen. Sydvest for landsbyen ligger Mjels Sø.

## Faciliteter
Oksbøl Friskole fra 1992 i byens vestlige udkant har 185 elever, fordelt på 0.-9. klassetrin i ét spor, og 25 ansatte.

## Historie

### Navnet
Endelsen –bøl er fra Vikingetiden eller den sene Middelalder og angiver normalt at der er tale om en enkelt "udflyttergård".

### Stationsby
Amtsbanerne på Als eksisterede 1898-1933. Oksbøl fik trinbræt med sidespor (tysk: Haltestelle) på amtsbanestrækningen Sønderborg-Nordborg. Ifølge det danske målebordsblad, der er tegnet efter nedlæggelsen af banen, var der kro og vandværk i Oksbøl. I Broballe var der et bageri og et mejeri, hvis velholdte bygning ses endnu. Broballe Mejeri blev nedlagt i 1966, hvorefter mælken blev kørt til Gildbro mejeri. Byens frivillige brandværn blev nedlagt i 2016.

### Genforeningssten
På hjørnet Havnbjergvej/Oksbøl Nørregade står en sten, der blev rejst på selve genforeningsdagen 9. juli 1920 til minde om Genforeningen i 1920.